# De laatste slavenjacht
De laatste slavenjacht is een roman van Karl May uit 1896. Het is het negende deel dat zich afspeelt in de Oriënt en bevat drie verhalen:
- De laatste slavenjacht
- Rih's laatste rit
- Marah Doerimeh

Het eerste verhaal werd tevens het titelverhaal.

## Verhalen

### Deel 1:De laatste slavenjacht
De hoofdpersonen zijn
- Kara Ben Nemsi gaat samen met de Reis Effendina in Soedan door met de jacht op de resterende slavenhandelaren.
- Ibn Asl, de grootste en vermetelste slavenjager. Zijn vader  Abd Asl is in een vorige episode  al terechtgesteld.
- Reis Effendina ofwel Achmed Abd el Insaf. Hij heeft een snel zeilschip De Valk en is met onbeperkte volmachten van de onderkoning van Egypte toegerust om de slavenhandel uit te roeien. Zijn lijfspreuk is: "Wee hem die wee doet".
- Ben Nil. Door Kara Ben Nemsi van een zekere dood gered en nu zijn trouwe dienaar.
- Fakir el Fakoera, ofwel Mohamed Achmed, ofwel DE Mahdi, Mohammed Ahmad ibn Abd Allah. Hij heeft 50 stokslagen gekregen van Reis Effendina en houdt zich schuil op een eiland in de Nijl.

In de laatste jacht op Ibn Asl proberen Kara Ben Nemsi en Reis Effendina een bondgenootschap te sluiten met zijn potentiële slachtoffers van. Nadat aan de majeh Semkat Kara Ben Nemsi een huiveringwekkende nijlpaardenmoeder met jong heeft uitgeschakeld, wint hij het vertrouwen van de negers uit Wagoenda. Tijdens een ontluisterende krijgsceremonie waarbij Kara Ben Nemsi zich volkomen belachelijk maakt in de ogen van Reis Effendina, wordt de kiem van hun verwijdering gelegd. De slavenjagers Noebar, de moetsabir en de mokkadem Abd el Barek van de heilige Kadirne worden vervolgens gevangengenomen en opgehangen. Over het aanvalsplan tegen Ibn Asl krijgen Kara Ben Nemsi en de Reis Effendina hooglopende ruzie. Kara Ben Nemsi gaat met Ben Nil en de ongeluksdienaar Selim zelf op de slavenjager af. Het trio wordt echter gemakkelijk gevangengenomen en moet toezien hoe op gruwelijke wijze het dorp Fogoeda wordt uitgemoord. Alleen de gezonde negers kunnen aan de vuurzee ontsnappen en worden tot slaaf gemaakt. Eenzelfde lot wacht het zusterdorp Wagoenda, dat door Reis Effendina wordt verdedigd. Kara Ben Nemsi weet zichzelf en zijn makkers op tijd te bevrijden. Wagoenda wordt zo gered en Ibn Asl wordt geëxecuteerd. Zijn 20 handlangers sterven met hem en zijn negersoldaten lopen verheugd over naar hun stamgenoten.
Na deze succesvolle liquidatie van de grootste slavenjager Ibn Asl, vaart De Valk richting Khartoem. Onderweg geeft Reis Effendina Kara Ben Nemsi een vage spionageopdracht, die verrassend goed uitpakt. Kara Ben Nemsi  laat de kapitein onder dwang tijdelijk afstand doen van zijn schip en ruimt zelf nu de laatste handlangers van Ibn Asl op. Kara Ben Nemsi en Reis Effendina  gaan als vijanden uit elkaar. Sali Ben Aqil uit Koerdistan wordt bevrijd uit handen van slavenhandelaar  Aboe Reqiq. Hij was op onderzoek uitgegaan naar de Mahdi en was door zijn opvattingen over de slavenjacht definitief bekeerd tot het christendom. Ook  brengt Kara Ben Nemsi een oude opdracht inzake de verdwijning van Hafed Sichar, die onvrijwillig met zijn gestolen vermogen de slavenjachten van Ibn Asl had gefinancierd, tot een goed einde. Hij wordt herenigd met zijn broer Ben Wasak. Kara Ben Nemsi had hem onderweg bevrijd uit de macht van de slavenhandelaren. Een laatste toevallige ontmoeting tussen Kara Ben Nemsi en Reis Effendina in Khartoem loopt maar net zonder handgemeen af.

### Deel 2:Rih’s laatste rit
Na de laatste slavenjacht belandt Kara Ben Nemsi in Damascus  waar hij de gastvrijheid opzoekt bij Jakoeb Afarah in de Rechte Straat. Buiten de stad ontmoet hij toevallig een oude reisgenoot Sir David Lindsay en na ampel overleg besluiten ze de Haddedihns te gaan opzoeken. Onderweg maken ze twee paarden buit, die paardendieven van de Haddedihns hadden gestolen. De hengst Rih, die Kara Ben Nemsi bij Hadji Halef Omar had achtergelaten en de onovertroffen witte schimmelmerrie van wijlen Mohammed Emin.
Amad el Ghandoer is inmiddels na het volbrengen van zijn bloedwraak zijn vader Mohammed Emin opgevolgd als stamhoofd. Samen met een afdeling van zijn stam, waaronder Hadji Halef Omar en Ben Omar Sadek, is hij op zoek naar de twee geroofde paarden. Ook de achtjarige zoon van Halef is van de partij; Kara Ben Halef. Hij vertelt Kara Ben Nemsi dat Rih een zoon en een dochter heeft voortgebracht en dat hij nu Assil Ben Rih berijdt, de mannelijke nakomeling. De dochter is bij haar moeder, een zwarte merrie, achtergebleven.
Na alle begroetingsrituelen wordt het plan uitgewerkt om acht jaar na zijn overlijden de laatste eer te gaan bewijzen aan de overleden sjeik Mohammed Emin. Hoewel Kara Ben Nemsi als leider van het reisgezelschap wordt aangesteld, ontstaat er onderweg ruzie met Amad el Ghandoer wanneer er Bebbeh-Koerden opduiken, die de jaarlijkse eer willen bewijzen aan hun gevallen aanvoerder Gasal-Gaboga. Het onderlinge treffen wordt snel beëindigd door gedegen leiderschap van Kara Ben Nemsi, die echter zijn neergeschoten geliefde hengst Rih in een rotsgraf moet achterlaten. Het gezag van de falende sjeik Amad el Ghandoer wordt door de tocht ernstig ondergraven en twee jaar later staat hij zijn positie af aan sjeik Malek, de grootvader van Hanneh, de vrouw van Hadji Halef Omar.

### Deel 3:Marah Doerimeh
Volgens afspraak ontmoeten jaren later Kara Ben Nemsi en Hadji Halef Omar elkaar in een café in Bagdad. Ze debatteren over schoonheidsmiddeltjes, die vrouwen hun eeuwige jeugd terug zouden geven. Karl May is intussen getrouwd met Emma en Halef is de sjeik van de Haddedihns geworden. Het beroemdste  product is de zalf van de Oem ed Dsjamâl. De twee vrienden gaan op onderzoek uit. Kara Ben Nemsi berijdt Assil Ben Rih en Halef een voortreffelijke zwarte Nedsjdihengst. Ze worden onderweg gevangengenomen door de Bachtiyaren, die een vrouw aan het hoofd hebben staan. De  gevangengenomen Kara Ben Nemsi ontsnapt en bevrijdt met list de zoon en kleinzoon van de heerseres, die de Oem ed Dsjamâl blijkt te zijn en uit dankbaarheid alleen aan Kara Ben Nemsi het recept van de wonderzalf onthult, die vrouwen de eeuwige jeugd schenkt.
Op hun verdere tocht door het Perzische land sluiten 6 Koerden met een vrouw aan het hoofd zich bij hen aan. Ze willen hun leider bevrijden die met zijn zoon en een aantal manschappen in een koeloek (toren) is vastgezet door de pasja van Soeleimaniye. Ook wordt de alom hoog gewaardeerde Marah Doerimeh aldaar gevangen gehouden. Kinderlijk eenvoudig neemt Kara Ben Nemsi het commando van de koelak over door ter plekke in het uniform van de aflossende kapitein te verschijnen. Hadji Halef Omar is in de tussentijd valselijk aan het werk gezet om een gevangenis te bouwen, maar dat had meer als motief dat hij op de plaats van de list gemist moest worden. De gevangene worden bevrijd en Kara Ben Nemsi heeft ruim de gelegenheid om met Marah Doerimeh een afsluitend gesprek te voeren.